# Preston (Rutland)
Preston – wieś w Anglii, w hrabstwie Rutland. Leży 7 km na południe od miasta Oakham i 130 km na północ od Londynu. W 2001 miejscowość liczyła 179 mieszkańców.